# Maruina menina
Maruina menina är en tvåvingeart som beskrevs av Freddy Bravo och Lago 2004. Maruina menina ingår i släktet Maruina och familjen fjärilsmyggor. Inga underarter finns listade i Catalogue of Life.